# Горнозаводское
Горнозаводско́е — село в Кировском городском округе Ставропольского края Российской Федерации.

## География
Село расположено на левом берегу реки Куры. Расстояние до краевого центра (город Ставрополь) составляет 193 км, до районного центра (город Новопавловск) — 26 км. В окрестностях, между Горнозаводским и Новопавловском, расположен зоологический заказник регионального значения «Кировский».

## История

### До 1920 года
Во второй половине XIX века на территории будущего села возникло имение полковника Михаила Спиридоновича Ласточкина, участника Русско-турецкой войны 1877–1878 годов. Согласно преданию, он дал обет основать монастырь в случае выздоровления после ранения. В 1879 году он пожертвовал более 300 десятин земли для основания монастыря. По благословению епископа Ставропольского Германа (Осецкого), в имение прибыли монахини из Ставропольского Иоанно-Марьинского монастыря. В том же году была образована женская монашеская община, преобразованная в 1885 году в общежительный Свято-Георгиевский женский монастырь.
В обители были построены храм во имя святого великомученика Георгия Победоносца, жилые и хозяйственные корпуса, налажено сельское хозяйство. В 1904 году был освящён каменный храм во имя Рождества Пресвятой Богородицы. К началу XX века в монастыре проживали свыше 130 монахинь. При монастыре действовали библиотека духовной литературы, больница, приют для девочек и церковно-приходская школа. В 1912 году по инициативе настоятельницы Сидонии началось строительство нового здания школы, где открылась школа грамоты. Преподавала в ней послушница Васелина (впоследствии — Варвара Андреевна).
В обители были построены храм во имя святого великомученика Георгия Победоносца, жилые и хозяйственные корпуса, налажено сельское хозяйство. В 1904 году был освящён каменный храм во имя Рождества Пресвятой Богородицы. К началу XX века в монастыре проживали свыше 130 монахинь. При монастыре действовали библиотека духовной литературы, больница, приют для девочек и церковно-приходская школа. В 1912 году по инициативе настоятельницы Сидонии началось строительство нового здания школы, где открылась школа грамоты. Преподавала в ней послушница Васелина (впоследствии — Варвара Андреевна).
Монастырь функционировал до конца 1920-х годов. В годы Гражданской войны он неоднократно подвергался разграблениям, имущество реквизировалось различными военными формированиями. Часть монахинь погибла или скончалась от эпидемий. Монастырь был официально закрыт в 1928 году, а главный храм разрушен в 1936 году.

### С 1920 года
В 1920 году образовано село. Осенью того же года переселенцы из Ардона и Алагира прибыли в имение и разместились в хозяйственных постройках бывшего монастыря. После получения ссуды от государства весной 1921 года были построены первые дома. Название нового поселения — Горнозаводская Слобода — отражало прежний род занятий переселенцев. Позднее название было изменено на село Горнозаводское.

### Советский период
В 1929 году на территории бывшего монастыря был открыт детский дом, в 1943 году преобразованный в детскую трудовую колонию. В 1964 году учреждение было переименовано в Горнозаводскую специальную общеобразовательную школу закрытого типа, которая продолжает деятельность в настоящее время. Сохранились элементы бывшего монастыря: кирпичная ограда с воротами («Венчальные ворота») и одно из зданий.
В том же 1929 году в селе была создана сельскохозяйственная артель «Соревнование», просуществовавшая до 1951 года, когда была объединена с колхозом имени Калинина. Последний стал крупнейшим аграрным предприятием села и продолжает существовать в форме сельскохозяйственной артели. Также в 1949–1951 годах в селе действовала Ставропольская артель.

### Современность
В 2011 году, по благословению епископа Пятигорского и Черкесского Феофилакта, в здании спецшколы открыта православная часовня. На месте бывшей обители установлен поклонный крест и ведётся строительство нового храма. В школьном музее действует экспозиция, посвящённая истории монастыря и его насельниц.
До 1 мая 2017 года село являлось административным центром упразднённого Горнозаводского сельсовета.

## Население
| 1925 | 1989  | 2002  | 2010  | 2014  | 2021  |
| ---- | ----- | ----- | ----- | ----- | ----- |
| 522  | ↗2465 | ↗2634 | ↗2918 | ↘2900 | ↘2847 |

По данным переписи 2002 года, 81 % населения составляли русские. Согласно данным этнолингвистической базы Linguarium, большинство жителей в 2010 году указали русский язык как родной.

## Экономика
Экономика села представлена преимущественно сельским хозяйством. Крупнейшим предприятием является колхоз имени Калинина, основанный в 1930 году как сельхозпредприятие «Горнозаводское». На 2024 год зарегистрирован в форме сельскохозяйственной артели, основной профиль — выращивание зерновых культур. Уставной капитал превышает 37 млн рублей.
Кроме колхоза, в селе действует множество крестьянско-фермерских хозяйств (КФХ), таких как «ГОРИ», «УЛЕЙ-14», «ДЮЙМОВОЧКА», «СПУТНИК-1», «ШТОРМ», «МИЛЕСТА» и другие, преимущественно занимающиеся зерновыми культурами.

## Инфраструктура
В селе действуют:
- детский сад № 14 «Колосок»;
- средняя школа № 8;
- Горнозаводская специальная школа закрытого типа;
- Дом культуры[27] (открыт в 1965 году[10]);
- сельская библиотека[10] (филиал № 3 Кировской ЦБС, с 1960 года, ул. Калинина, 80Б; фонд — 18 627 книг, посещаемость — свыше 12 тыс. человек в год)[28];
- общественное кладбище площадью 5 га[29][30].

Уличная сеть включает 12 улиц и 10 переулков. С 2018 по 2024 год отремонтировано около 70 % внутрисельских дорог.

### Культура
На базе Дома культуры проводятся культурные мероприятия, в том числе традиционные праздники урожая..

## Памятники
У Дома культуры установлен памятник местного значения — братская могила советских воинов, погибших в 1942–1943 годах (охраняется с 1981 года). В 2024 году открыта Стена памяти, посвящённая участникам вторжения России в Украину.

## Известные жители
- Кобаидзе Георгий Петрович (1944–2017) — Герой Социалистического Труда, работал дояром в колхозе имени Калинина.
- Леонидов Леонид Леонидович (род. 1962) — футболист и тренер, воспитанник ставропольского «Динамо», уроженец Горнозаводского.